# C--
C-- — мова програмування, створена 1997 року під впливом C. Її творці — дослідники функціонального програмування Саймон Пейтон Джонс та Норман Рамзі створили її з метою генерувати її код компіляторами інших дуже високорівневих мов.